# Gara del solco
La gara del solco o gara del solco diritto è un'antica manifestazione folcloristica che si svolge in alcuni paesi dell'Italia centro-meridionale, in cui squadre di concorrenti organizzati con lanterne, buoi e aratri tradizionali tracciano solchi con l'aratro nei campi fra il paese e una delle zone circostanti. La squadra vincente è quella che, secondo la giuria, riesce a tracciare il solco più lungo e diritto.

## La gara di Castel Morrone

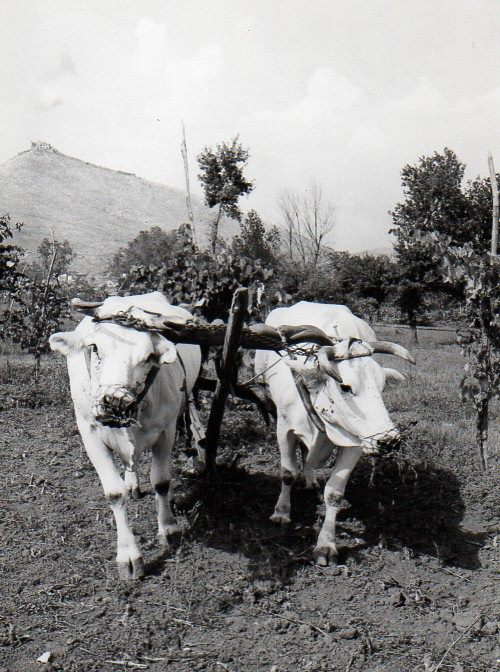
Bovini trainanti un aratro, sullo sfondo Monte Castello

La gara del Solco a Castel Morrone ha una tradizione antichissima che affonda le sue radici nella stessa cultura contadina che la esprime. 
Risalente, probabilmente, all'epoca Romana, quando era consuetudine tracciare un solco votivo in direzione di un tempio dedicato ad un dio o ad una dea, è documentata già nel 1661 a Castel Morrone.
Questa gara è un misto di sacro e profano, di rivalità civica e di affetto devozionale, ma soprattutto è una gara di abilità contadina.
Nel periodo che va da fine Agosto all'8 Settembre, giorno della festa patronale, si svolge, nei pressi del paese di Castel Morrone, in provincia di Caserta, una gara a carattere religioso, durante la quale vengono tracciati dei solchi in onore di Maria SS.ma della Misericordia, il cui Santuario è collocato su Monte Castello, altura dove si trovano i resti di una antica torre normanna e simbolo del paese nel Mondo.
La gara ha una tradizione antichissima che affonda le sue radici nella stessa cultura contadina che la esprime. È un misto di sacro e profano, di rivalità civica e di affetto devozionale, ma soprattutto è una gara di abilità contadina.  
Il solco, preparato nei giorni precedenti la festa, viene tracciato in direzione del santuario della Madonna della Misericordia, partendo dalle colline circostanti la vallata fino alle pendici di Monte Castello. Il vincitore viene decretato attraverso una votazione popolare e attraverso l'insindacabile voto di una giuria di esperi. 
Il giorno dell'8 settembre infatti, una commissione composta da tecnici, da cultori di tradizioni popolari e da alcuni anziani contadini, si reca sul monte e decreta la vittoria del miglior solco, giudicato in base a requisiti come linearità, lunghezza, visibilità e spettacolarità.  
Una volta i solchi venivano tracciati con un aratro tirato dai buoi o cavalli, ora i contendenti l'ambito premio si sfidano usando la forza delle loro braccia. Ogni mezzo meccanico o elettronico è bandito. 
Rimane intatta la aspra e sana rivalità tra le squadre e le frazioni del paese, pertanto, anche se i componenti delle squadre sono impegnati in altre attività non agricole, durante il periodo della tracciatura del solco trovano sempre il tempo per lasciare le proprie attività lavorative e dedicarsi interamente alla gara. 
Le donne  avevano un ruolo marginale nell'opera di preparazione dei solchi essendo essa un tempo, riservata ai maschi, da qualche anno invece si è assistito alla partecipazione e alla vittoria di una squadra formata da sole donne. 
Dal 1998 è possibile osservare i solchi, resi visibili grazie a delle fiaccole poste lungo il tragitto, anche nella notte del 7 settembre; tale innovazione ha da un lato modificato la tradizione, rendendo dall'altro la manifestazione più spettacolare. La premiazione dei solchi migliori avviene la sera dell'8 settembre nella piazza del municipio dedicata a Pilade Bronzetti.

## La gara di Rocca di Mezzo
La gara di Rocca di Mezzo, in provincia dell'Aquila, si svolge nella notte a cavallo tra l'ultimo sabato e domenica di agosto. Pur essendo fatta risalire al XV secolo, la gara - la più antica del comprensorio ed unica nel suo genere (nonché la più difficile) - è attestata per la prima volta negli "Atti Capitolari" della parrocchia nell'anno 1625. Un'antica leggenda narra che questa tradizione nacque come voto fatto alla Madonna della Neve perché liberasse il paese dalla pestilenza che vi imperversava, offrendole in cambio un solco tracciato in suo onore.
È da allora che tutti gli anni si svolge la gara, interamente di notte: le squadre prescelte, radunate all'imbrunire alle pendici del Monte Rotondo, attendono l'accensione del faro vicino al campanile della Chiesa della Madonna della Neve. Questa luce funge non solo come segnale di inizio della gara, ma anche - e soprattutto - come punto di riferimento verso il quale tutti i solchi devono convergere, e da dove verrà poi effettuata la verifica su quale sia il solco migliore mediante apposita commissione tecnica. Il confronto si protrae quindi per tutta la notte, durante la quale le squadre, composte da Caposquadra (detto imbiffatore o impiffatore), Aratore e Zappatori, alla luce di lanterne artigianali con candele a cera cercano di tracciare con un aratro il solco più diritto e "pulito" possibile nel percorso di circa 3 km in direzione del Faro del Calvario, la zona più elevata del paese (detta anche San Calvario). L'aspetto più difficoltoso della gara, oltre al fatto che si svolge di notte, è relativo alle diverse interruzioni che vi sono durante la tracciatura dei solchi a causa dei diversi pendii lungo il percorso, determinando così frequenti interruzioni e riprese dell'aratura.
Questo accade perché il tragitto che separa il faro dai campi dove si esegue l'aratura è ondeggiante e costituito da collinette, doline e fitti boschi, e pertanto il faro posto a San Calvario non è sempre visibile agli aratori ed imbiffatori. A quel punto, quando ci si accorge che non avrebbe senso proseguire l'aratura in un tratto non visibile dal monte Calvario, si effettua un'interruzione dell'aratura, si va poi sul punto oltre l'ostacolo (una collina o un bosco o anche un albero, purché visibile sia dal faro che dal punto di interruzione), si allinea la ripresa del solco nuovo con l'interruzione precedente, e si riprende l'aratura fino all'interruzione successiva, e così via fino ad arrivare a ridosso del paese. Queste fasi sono dette "riprese". Per svolgere queste interruzioni e riprese si usano le cosiddette controposte, ossia delle lanterne montate su dei treppiedi alti due o anche tre metri, le quali vengono posizionate con la luce di spalle a monte Calvario, in modo tale che l'imbiffatore riesca ad allinearle tra il suo punto di osservazione ed il faro. La bravura delle squadre si vede quindi non solo nella tracciatura in sé dei solchi (qualità questa squisitamente riservata all'Aratore), ma anche nella precisione dell'allineamento delle varie riprese (Caposquadra+imbiffatore). Osservando i solchi dal faro di San Calvario, pertanto, essi si presentano quasi come linee continue convergenti.
Altra peculiarità di questa gara è che fino alla diffusione di massa dei telefoni cellulari, le comunicazioni tra l'imbiffatore ed i suoi compagni di squadra preposti alla sistemazione delle lanterne e delle controposte avvenivano verbalmente con delle grida molto forti, poiché la distanza da coprire a volte è superiore alle centinaia di metri in aperta campagna (e di notte, rendendo le persone irriconoscibili). Ogni squadra ha quindi il suo "soprannome" in modo tale da non confondersi con le altre squadre quando sentono le disposizioni di spostare le lanterne o le controposte (per allinearle). Per non generare confusione tra destra e sinistra (in quanto la direzione può essere interpretata diversamente se uno è rivolto verso Monte Rotondo oppure verso Rocca di Mezzo), si urla sempre di spostare le lanterne (o controposte) "verso Rovere!" oppure "verso Rocca di Cambio!" che sono i due paesi più vicini a Rocca di Mezzo (uno a destra e l'altro a sinistra, appunto).
La vittoria viene decretata al mattino seguente da un'apposita giuria che, posizionatasi sul punto esatto del faro a San Calvario, verifica con un filo a piombo quale squadra abbia tracciato il solco "più diritto" tenendo conto sia della qualità dell'aratura che delle varie "riprese". I vincitori ricevono in premio e conservano per un anno il Gonfalone del Comune, sul quale è raffigurato l'aratro tirato dai buoi e che viene solitamente portato in processione insieme alla statua della Madonna della Neve.

## La gara di Fastello
La gara del solco dritto di Fastello, una frazione di pochi abitanti del Comune di Viterbo è una manifestazione che si svolge in concomitanza dei festeggiamenti del santo patrono sant'Isidoro Agricoltore ogni anno, la seconda domenica di maggio. La gara fin dalle origini, consisteva nel tracciare un solco avente origine da uno dei "poggi" o "colli" visibili all'orizzonte dalla piazza del paese e ad essa confluente. Il solco, anticamente tracciato con aratro trainato da buoi, eseguito anche per singoli tratti visibili appunto dalla citata piazza, doveva risultare perfettamente allineato. "[Flavio Frezza Il Solco di Sant'Isidoro a Fastello]"

## La gara di Dignano
La gara del solco di Dignano (Serravalle di Chienti), frazione del Comune di Serravalle di Chienti (MC), è una manifestazione folkloristica a carattere religioso che si svolge ogni tre anni in occasione della festa triennale in onore del SS. Crocifisso e consiste nel tracciare dei solchi che vengono fatti partire da uno dei monti o dei colli visibili all'orizzonte fino ad arrivare in prossimità del paese.  La gara, in origine, si svolgeva nel mese di settembre in concomitanza con l'inizio dell'aratura dei campi ed assumeva un importante carattere propiziatorio per l'attività agricola che raggiungeva il suo culmine con la benedizione finale delle coppie di buoi che dopo aver sfilato lungo le vie del paese bardate a festa raggiungevano la Chiesa parrocchiale di San Lorenzo.
Attualmente la manifestazione si svolge nel mese di Agosto e per la realizzazione del solco le coppie di buoi sono state sostituite da macchine agricole moderne, ad esclusione dell'ultimo tratto nei pressi del paese dove gli abitanti possono ancora dimostrare la bravura e la precisione dell'aratura con l'ausilio degli animali. La gara si basa sulla sfida tra i tre paesi che compongono la Parrocchia, con gli abitanti che si dividono in altrettante squadre composte da un caposquadra che con l'ausilio di un filo a piombo, di una ricetrasmittente e binocolo, dà indicazioni ai miffatori che hanno il compito di posizionare ad intervalli regolari le miffe, pali in legno ai quali sono legati stracci bianchi e ben visibili che costituiscono il tracciato del solco.
All'abilità del caposquadra e dei miffatori nel posizionare i riferimenti visivi si aggiunge quella dell'aratore che invece ha come ausilio una semplice bacchetta in legno legata al mozzo della ruota anteriore del trattore con la quale deve allineare la posizione del vomere con le miffe. Al seguito del mezzo agricolo ci sono poi gli zappatori che hanno il compito di modificare la disposizione delle zolle di terra che alterano la percezione della linearità del solco. La cerimonia di premiazione avviene l'ultima domenica della Festa Triennale, ed ha assunto un carattere esclusivamente folkloristico, avendo perso l'aspetto competitivo.

## La gara di Sturno

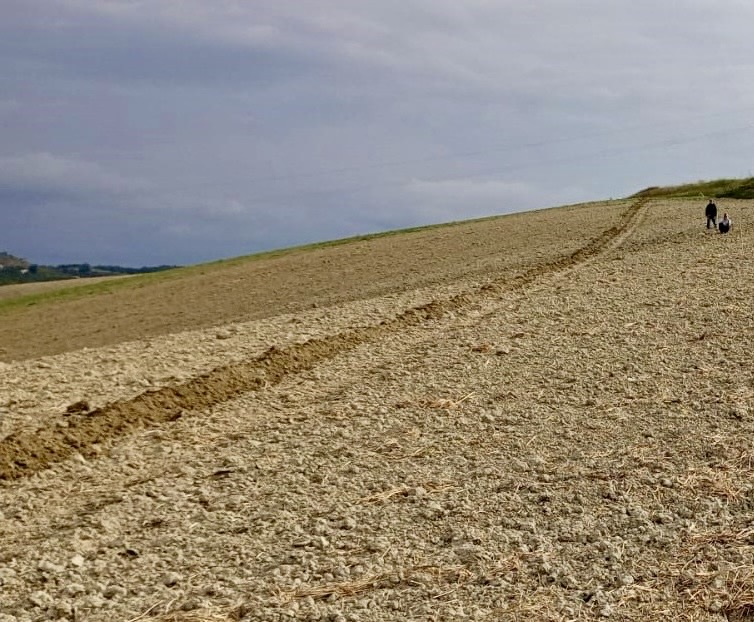
Uno dei solchi tracciati a Sturno nell'ambito della gara

"Lo surco re l’Angelo" è la denominazione dialettale che si dà alla pratica tradizionale della tracciatura del solco a Sturno, in provincia di Avellino, atto gratulatorio e augurale nello stesso tempo, per ciò che si è ricevuto nell'annata agraria e per ciò che si auspica per quella successiva. L'antico rito, che ha probabilmente alcuni secoli di tradizione, veniva praticato a partire dalla notte che precede la festa di San Michele (29 settembre), il protettore del paese. Secondo testimonianze orali di anziani, raccolte nella campagna del paese e trascritte, ci si orientava nel buio notturno inserendo un lume alimentato da varie sostanze comburenti (olii vari, acetilene) all'interno di una piccola botte, trasportata di un carro che precedeva i tracciatori.
L'avvento dei moderni mezzi agricoli ed il progressivo abbandono della tracciatura mediante buoi aggiogati hanno portato all'attuale gara del solco, ad aspetto competitivo e devozionale allo stesso tempo: un numero variabile di solchi, tracciati da altrettante distinte squadre composte da elementi di ogni età, viene tracciato dalle colline della destra orografica della valle del fiume Ufita. Percorsi lunghi anche 7-8 km discendono i pendii fino alla piana fluviale, la attraversano superando anche l'ostacolo del fiume e riprendono, sempre restando perfettamente rettilinei, nella sinistra orografica, fino a risalire il pendio che ospita l'abitato di Sturno, mantenendo come traguardo su cui puntare i campanili della chiesa abbaziale dell'Arcangelo Michele. Oggi le operazioni di tracciatura iniziano all'alba e sono svolte, di norma, nella domenica che precede la festa del Santo; occorre un’intera giornata per completare il percorso, che viene mantenuto rettilineo attraverso la singolare procedura della cosiddetta piombatura, il nome locale dell'allineamento ottenuto con rudimentali strumenti: canne palustri di piccolo diametro, sassi e filo per la realizzazione del "piombo", che tesa il filo sospeso secondo la gravità, in un procedimento che tanto ricorda gli agrimensores romani quando utilizzava la groma. Le canne del picchettamento, preparate in precedenza, non sono inferiori ad un numero di 40/50 e raggiungono l'altezza di 1-1,2 m. Esse vengono fissate sul terreno secondo un treppiede, a cui è sospeso il grave: la verticale del filo a piombo costituirà la traccia di un perfetto allineamento, assicurato dal succedersi di tanti treppiedi lungo il percorso della tracciatura.
Come in quasi tutte le altre gare del solco, una commissione di esperti valuta poi la perfezione dei solchi tracciati e la complessità del percorso seguito, in un paesaggio articolato come quello della vallata, cercando anche di dirimere le rivalità che talora suscita la tracciatura, condita talora di sarcastica disapprovazione per l'operato altrui. La premiazione nel corso della festa del Santo e una cena, aperta a tutta la popolazione, sanciscono il termine del rito e il lancio della sfida per l'anno successivo.

## Diffusione della tradizione
La gara del solco è diffusa prevalentemente in varie località dell'appennino centro-meridionale, dove diverse comunità svolgono tuttora abitualmente questa consuetudine a scapito di altre realtà, dove invece la tradizione è caduta in disuso. Nel tentativo di salvaguardare la gara del solco, oltre che tramandarla ai posteri e di valorizzarla, il 14 ottobre 2023 è stato siglato a Sturno, in provincia di Avellino, un protocollo d'intesa che ha interessato nove comuni legati a questa manifestazione, a prescindere dalle differenti modalità di esecuzione della gara, che si attua sempre mediante tecniche di puntatura per pianificare i percorsi prescelti e mantenere perfettamente rettilinei i solchi tracciati.
Di seguito viene indicato un elenco dei comuni che ancora praticano la tradizione della gara del solco oppure il cui svolgimento della stessa risulta storicamente attestato:
- Alife (CE)
- Annifo (frazione di Foligno, PG)
- Antrosano (frazione di Avezzano, AQ)
- Bacugno (frazione di Posta, RI)
- Bomarzo (VT)
- Caiazzo (CE)
- Canino (VT)
- Castel Morrone (CE)
- Castelfranco in Miscano (BN)
- Castelvetere in Val Fortore (BN)
- Dignano (frazione di Serravalle di Chienti, MC)
- Fabrica di Roma (VT)
- Faleria (VT)
- Fastello (frazione di Viterbo)
- Gioia dei Marsi (AQ)
- Gradoli (VT)
- Grotte di Castro (VT)
- Guardiagrele (CH)
- Irsina (MT)
- Loreto Aprutino (PE)
- Marta (VT)
- Nepi (VT)
- Onano (VT)
- Proceno (VT)
- Rocca di Mezzo (AQ)
- Roio (AQ)
- San Bartolomeo in Galdo (BN)
- San Pio delle Camere (AQ)
- Sturno (AV)
- Tuscania (VT)
- Valentano (VT)
- Vasanello (VT)